# Zone de secours Rivierenland
(nl) Hulpverleningszone Rivierenland
La zone de secours Rivierenland, en néerlandais Hulpverleningszone Rivierenland, est l'une des 34 zones de secours de Belgique et l'une des cinq zones de la province d'Anvers.
Rivierenland peut se traduire en français par « pays des rivières ».

## Caractéristiques

### Communes protégées
La zone de secours  couvre les 18 communes suivantes: Aartselaar, Berlaar, Bonheiden, Boom, Bornem, Duffel, Heist-op-den-Berg, Hemiksem, Lierre, Malines, Niel, Nijlen, Putte, Puers-Saint-Amand, Rumst, Schelle, Wavre-Sainte-Catherine et Willebroek.

## Casernes

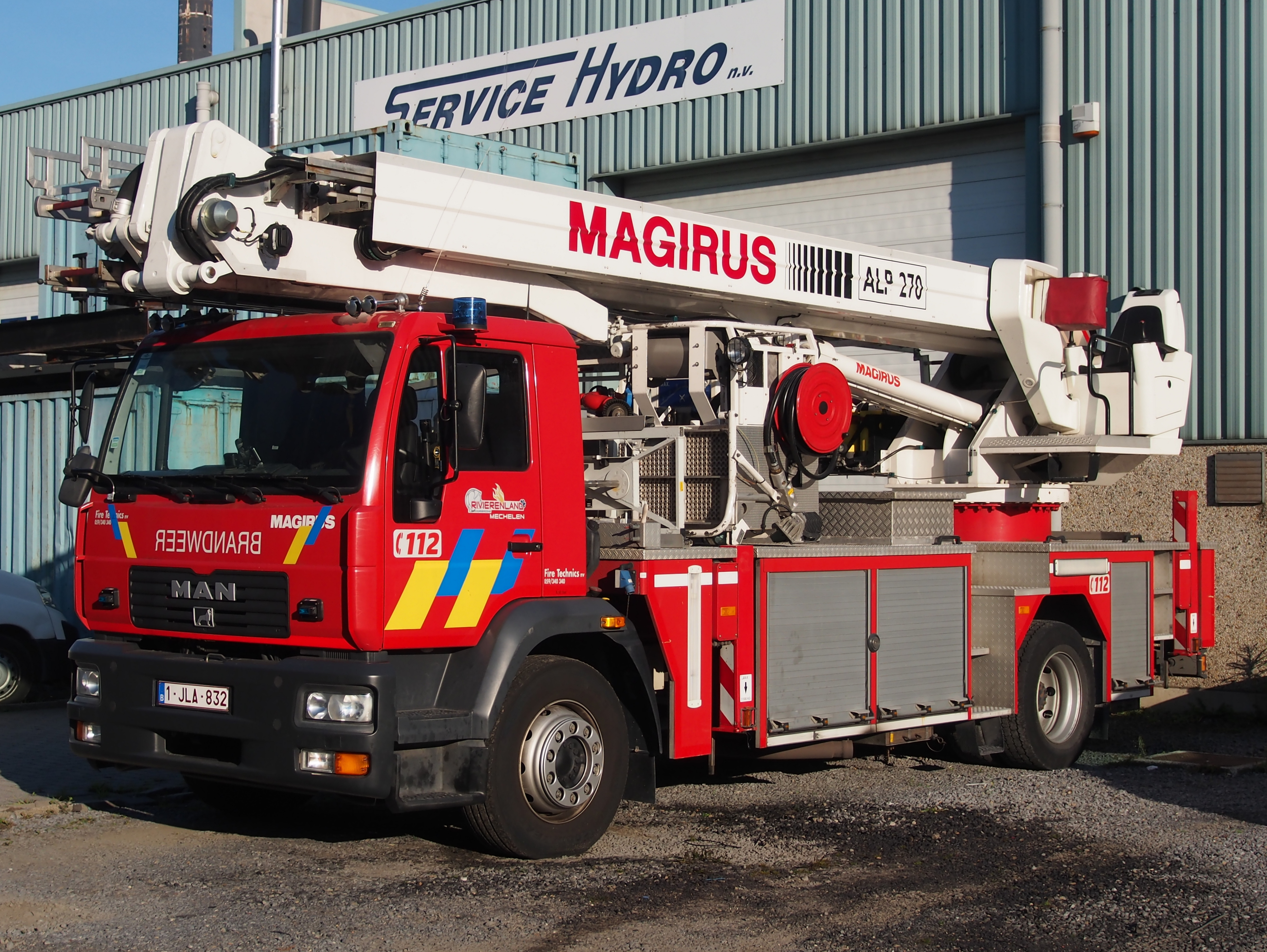
Un auto-élevateur de la zone Rivierenland.

Voir aussi: Liste des services d'incendie belges
La zone dispose de 15 casernes de pompiers appelés postes :
Berlaar, Boom, Bornem, Duffel, Heist-op-den-Berg, Hemiksem, Lierre, Nekker Malines, Niel, Nijlen, Putte, Puers-Saint-Amand, Rumst et Willebroek.

### Textes législatifs
- Arrêté Royal du 2 février 2009 déterminant la délimitation territoriale des zones de secours (Moniteur belge du 17 février 2009).